# Тарагги (газета)
«Тарагги» (или дореф. «Таракки»; азерб. ترقى, Tərəqqi — «Прогресс») — общественно-политическая, экономическая и литературная газета, издававшаяся на азербайджанском языке. Её выпуск осуществлялся в Баку в 1908—1909 годах на средства миллионера Муртузы Мухтарова. Главный редактор — Ахмед-бек Агаев.
Мамед Эмин Расулзаде писал, что «газета «Тарагги» стала для Азербайджана первой газетой европейского типа».

## История
Первая публикация состоялась 8 июня 1908 года. Слово «тарагги» в переводе с арабского означает «прогресс». Девизом газеты было «Свобода, равенство, правосудие». «Тарагги» выходила 5 раз в неделю, затем ежедневно. Издателем газеты вплоть до 46-го номера был А. Агаев, с 46-го номера — Муртуза Мухтаров.
В издании «Тарагги» принимали участие такие личности, как Мамед Эмин Расулзаде, Али-бек Гусейнзаде, Фиридун-бек Кочарли, Омар Фаик Неманзаде, Узеир-бек Гаджибеков, Мухаммед Хади, Аликули Гамгюсар и другие. Одним из самых активных сотрудников и авторов газеты был М. Э. Расулзаде. В газете опубликовано более 100 его лучших произведений разных жанров.
29 июня 1910 года А. Агаев из-за притеснений был вынужден покинуть страну. После того как А. Агаев переехал в Османскую Турцию, на должности главного редактора его сменил Узеир Гаджибеков. Более 150 статей Гаджибекова были опубликованы в различных жанрах (политическое обозрение, фельетоны, статьи о науке и образовании) — «Запах революции в Османской империи», «Иранские дела», «Будущая европейская конференция», «Преподавание русского языка в национальных школах», «Методическая подготовка» и так далее. Наиболее известные из них — это статьи, фельетоны под общим названием «Ордан-бурдан». Повесть Н. В. Гоголя «Шинель» также была опубликована в газете «Тарагги» в переводе У. Гаджибекова.
Ввиду ряда финансовых затруднений, «Тарагги» прекратил свое существование 6 октября 1909 года.